# Diary of a Wimpy Kid: Cabin Fever
Diary of a Wimpy Kid: Cabin Fever (em Portugal: O Diário de um Banana: Tirem-me Daqui! e no Brasil: Diário de um Banana: Casa dos Horrores) é o sexto livro da série Diary of a Wimpy Kid, escrito pelo autor estadunidense Jeff Kinney. Foi lançado em 15 de novembro de 2011 nos Estados Unidos, 30 de junho de 2012 no Brasil e em 3 de novembro de 2012 em Portugal.

## Sinopse
Mais uma vez, Greg Heffley entrou numa fria. Melhor dizendo: numa gelada. O muro da escola foi pichado e ele é o principal suspeito. Mas Greg é inocente... ou quase isso. A polícia está atrás dele, mas uma nevasca inesperada impede os Heffley de sair de casa. Greg ganha tempo, mas sabe que, quando o gelo derreter, terá de encarar a dura realidade. Pensando bem, talvez seja muito melhor passar o resto da vida atrás das grades do que preso com a família dentro de casa durante todo o inverno.

## Personagens Principais
- I. Gregory Heffley
- II. Manny Heffley
- III. Rowley Jefferson
- IV. Rodrick Heffley
- V. Susan Heffley
- VI. Frank Heffley
- VII. O Boneco Alfredo